# JR貨物19F形コンテナ
JR貨物19F形コンテナ（JRかもつ19Fがたコンテナ）は、日本貨物鉄道（JR貨物）が配備した12ftドライコンテナである。

## 概要
旧型の国鉄コンテナや、JR初期に製造された18A形と18C形の老朽取換用として、1999年（平成11年）に登場した。
その後、船積用のツイストロック式の隅金具を下部四隅、またクレーン吊り用の簡易形隅金具を上部四隅に設置した改良型の19G形が2001年（平成13年）に登場したことにより、本形式の製造は4,925個で終了した。

## 構造
19シリーズ初の片側妻扉・側扉の二方開きで、外法寸法は高さ2,500mm、幅2,450mm、長さ3,715mm、自重1.5t。内容積は18.9m3。最大積載量は5t。0番台と5000番台が存在する。
ただし妻面と側面に扉があるため、本形式には隅金具はない。また外観上の扉のない面にはリブが復活している。
製造メーカーは、東急車輛製造・日本車輌製造・CIMC。側面のリブにはメーカーごとに差異がある。
5000番台が存在し、非扉側の妻面型式番号表記が初期は横書き、後期は縦書き2列で側面に「地球環境にやさしい鉄道貨物輸送」というステッカーが張られた。また、このステッカーは他形式と内容もサイズも異なる。

## 現状
2007年（平成19年）以降はエコレールマークのシールを順次貼り付けた。
19G形と並んで、片妻面・片側面開き12ftコンテナの標準型として使用されていたが、2013年（平成25年）度以降、19D形や19G形の増備型、20G形への置き換えにより廃棄や、車軸輸送用のZ19F形、死重用途のZD19F形への改造が進み、2018年（平成30年）12月に全廃された。
また、死重用途のZD19F形に関しても、2019年（令和元年）7月以降、ZD19D形やZD19G形への置き換えが進み、2022年（令和4年）3月に全廃された。